# 新延拳
新延拳（にいのべ けん、1953年2月26日- ）は、日本の詩人。

## 略歴
東京都生まれ。本名・正憲。1976年東京大学経済学部卒、1982年米国インディアナ大学経営大学院修士課程修了（MBA）。
1976年日本国有鉄道(現東日本旅客鉄道株式会社)入社。1991年高崎支社総務部長、2006年厚生部長、2009年財団法人運輸調査局理事、2010年国立病院機構理事（労務担当）、2012年SRAホールディングス常勤監査役。
詩誌「歴程」所属。詩集『わが祝日に』（2001年）で第27回地球賞、第1回詩と創造賞受賞。『永遠の蛇口』（2008年）で第4回更科源蔵文学賞受賞。2017年度日本現代詩人会理事長。明治大学リバティアカデミー講師。

## 著書
- 『紙飛行機』紙鳶社　1994
- 『蹼』21世紀詩人叢書 土曜美術社出版販売 1996
- 『百年の昼寝 詩集』土曜美術社出版販売 1998
- 『わが祝日に』書肆山田 2001
- 『雲を飼う』思潮社 2005
- 『永遠の蛇口』書肆山田 2008
- 『背後の時計』書肆山田 2011
- 『わが流刑地に』思潮社 2015
- 『虫を飼い慣らす男の告白』思潮社 2018

共編『バイリンガル四行連詩集〈情熱〉の巻その他』木島始,石原武共編 土曜美術社出版販売 2003

### 翻訳
- アンドレア・ペドリック作, ジル・ムントン絵『どうぶつれっしゃしゅっぱつしんこう! かぞえてみようかわいいどうぶつのおきゃくさん しかけえほん』交通新聞社 2007